# Hermann Broch
Hermann Broch (ur. 1 listopada 1886 w Wiedniu, zm. 30 maja 1951 w New Haven) – austriacki pisarz.

## Życiorys
W 1938 był krótko więziony przez nazistów; został zwolniony dzięki staraniom Jamesa Joyce’a.
Od 1939 przebywał w Stanach Zjednoczonych. Był jednym z odnowicieli prozy XX wieku, obrońcą wartości humanistycznych przed faszyzmem (Kusiciel). Jest zaliczany do najwybitniejszych dwudziestowiecznych pisarzy niemieckojęzycznych. Jego najbardziej znane powieści to Śmierć Wergilego, Lunatycy i Autobiografia duchowa. Od 1949 był profesorem Uniwersytetu Yale w New Haven.

## Twórczość

### Twórczość dostępna w języku polskim
- (1961) Niewinni. Powieść w jedenastu opowiadaniach[5]
- (1963) Śmierć Wergilego[6]
- (1970) Kusiciel[7]
- (1997) Lunatycy[8]
- (1998) Kilka uwag o kiczu i inne eseje[9]
- (1998) Radosna apokalipsa Wiednia około roku 1880[10]
- (2005) Autobiografia duchowa[11]
- (2008) Ostatni wybuch manii wielkości. Mowa pożegnalna Hitlera[12]
- (2010) Rozgrzeszenie | Z powietrza wzięte. Dramaty[13]
- (2014) Wieża Babel. Hofmannsthal i jego czasy[14] (fragment książki Hofmannsthal und seine Zeit)

### Niemieckojęzyczne wydanie zbiorowe dzieł
Hermann Broch, Kommentierte Werkausgabe, hg. von Paul Michael Lützeler. Frankfurt am Main. Suhrkamp Verlag, 1974–1981.
- KW1: Die Schlafwandler.Eine Romantrilogie
- KW2: Die Unbekannte Groesse. Roman
- KW3: Die Verzauberung. Roman
- KW4: Der Tod des Vergil. Roman
- KW5: Die Schuldlosen. Roman in elf Erzaehlungen
- KW6: Novellen
- KW7: Dramen
- KW8: Gedichte
- KW9/1+2: Schriften zur Literatur
- KW10/1+2: Philosophische Schriften
- KW11: Politische Schriften
- KW12: Massenwahntheorie
- KW13/1+2+3: Briefe